# クリストファー・ダ・グラカ
クリストファー・サントス・ダ・グラカ（Kristopher Santos Da Graca, 1998年1月16日 - ）は、スウェーデン・ヴェストラ・イェータランド県ヨーテボリ出身のサッカー選手。クオピオン・パロセウラ所属。ポジションはDF。

## クラブ歴
地元ヨーテボリのサッカークラブから、2013年にイギリスに渡り、アーセナルFCのユースアカデミーに入所。2016年にU-23チームに昇格。翌2017年2月にはUEFAチャンピオンズリーグの予備メンバーにも登録され、トップチーム昇格は近いと思われていたが、プレミアリーグ2016-17シーズン終了後に、トップチームのヤヤ・サノゴらと共に放出された。7月20日に地元チームのIFKヨーテボリと契約。2019年シーズンより先発を定着し、チームの主力選手に成長した。
2021年1月6日、VVVフェンローと2023年までの2年半の契約を締結したことが発表された。
2022年1月29日、IKシリウス・フォトボルに移籍した。

## 代表歴
2020年1月にスウェーデン代表に初招集。12日のコソボ戦で代表デビューを果たした。
2023年10月にカーボベルデ代表からの招集を受け、10月17日のコモロ代表との親善試合でカーボベルデ代表としてデビューした。

## 人物
- 両親はカーボベルデからの移民で、同国の国籍も所有している[6]。